# Президентські вибори у США 1960
Президентські вибори в США 1960 року проходили 8 листопада та завершили еру правління Дуайта Ейзенхауера.
Республіканці висунули кандидатом у президенти 47-річного віцепрезидента Річарда Ніксона, який фактично перетворив свій кабінет на передвиборчий штаб. Демократи висунули 43-річного католика Джона Кеннеді. Кеннеді звинувачував Ейзенхауера в тому, що під час його президентства Сполучені Штати стали відставати від Радянського Союзу і у військовому, і в економічному плані, заявляючи, що він, ставши президентом, «знову рушить Америку». Ніксон, зі свого боку, обіцяв продовження «миру та добробуту» і заявляв, що для країни, що перебуває у стані холодної війни, Кеннеді дуже молодий та недосвідчений (при цьому сам Ніксон був старшим лише на 4 роки). Результати виборів показали, що обидва кандидати були винятково близькі один до одного. Джон Кеннеді переміг із мінімальною перевагою (трохи більше 100 тисяч голосів виборців), тому історики досі сперечаються про те, яку роль у перемозі Кеннеді могло зіграти шахрайство з голосами в деяких штатах. Він став першим президентом США-католиком.
Вперше на цих виборах у голосуванні брали участь нові штати Гаваї та Аляска, включені до складу США як штати 1959 року. Ці президентські вибори були також останніми, на яких демократи здобули перемогу в штатах колишньої Конфедерації.

## Вибори

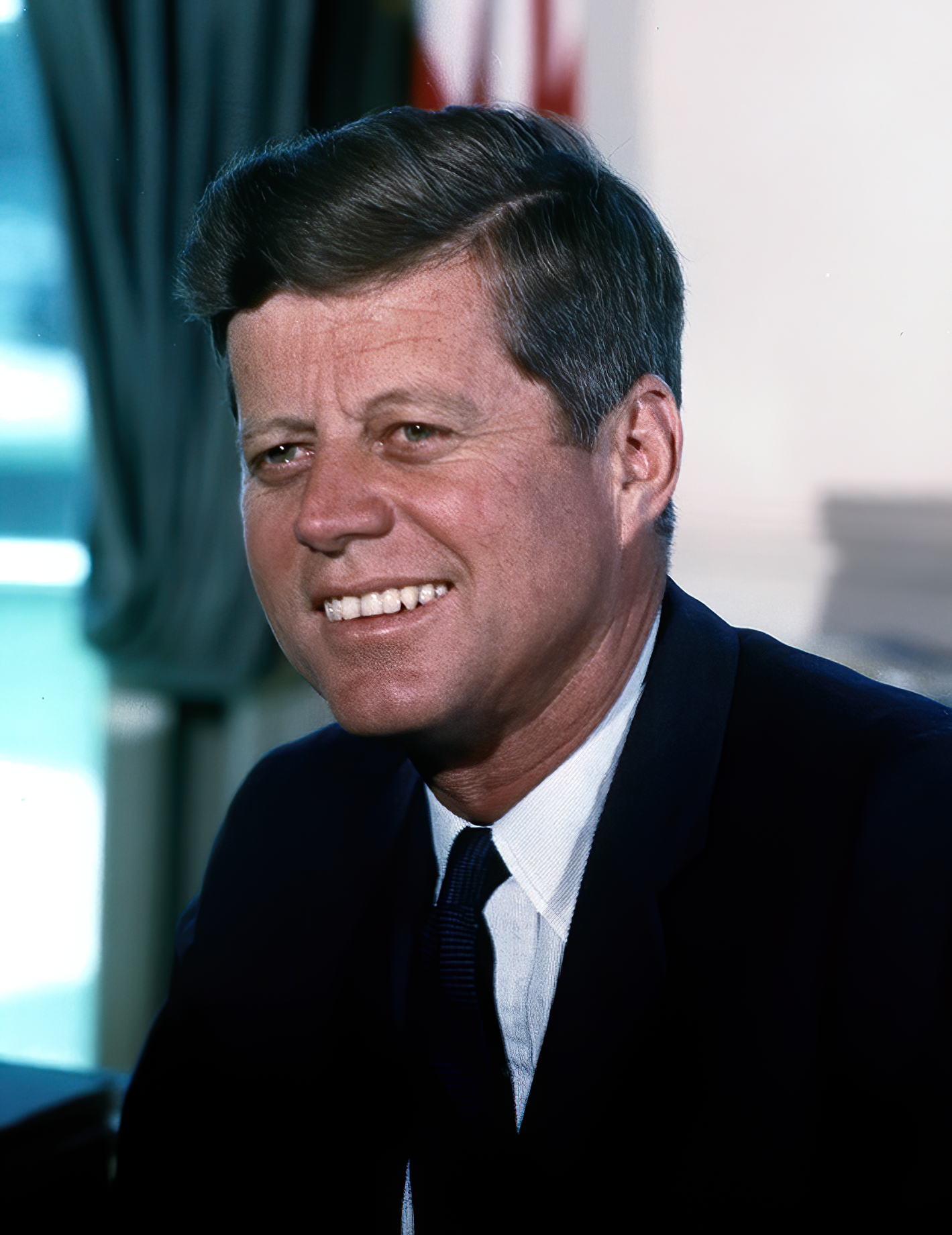
На виборах 1960 року Джон Фіцджеральд Кеннеді був обраний 35-м президентом США.

### Результати
| Кандидат                   | Партія                             | Виборці        | Виборці | Виборники |
| Кандидат                   | Партія                             | Кількість      | %       | Виборники |
| -------------------------- | ---------------------------------- | -------------- | ------- | --------- |
| Джон Фіцджеральд Кеннеді   | Демократична партія                | 34 220 984 (а) | 49,7 %  | 303       |
| Річард Мілхауз Ніксон      | Республіканська партія             | 34 108 157     | 49,5 %  | 219       |
| Гаррі Флад Берд            |                                    |                |         |           |
| -                          | -                                  | 15 (б)         |         |           |
| (незв'язані виборники) (в) | Демократична партія                | 286 359        | 0,4 %   | 0         |
| Орвал Фобус                | Національна партія за права штатів | 44 984         | 0,1 %   | 0         |
| Чарльз Салліван            | Конституційна партія               | (Техас) 18 162 | 0,0 %   | 0         |
| інші                       |                                    | 216 982        | 0,3 %   | 0         |
| Усього                     | Усього                             | 68 895 537     | 100 %   | 537       |

- (а)  Точної кількості голосів виборців за Кеннеді неможливо підрахувати через плутанину з голосуванням в Алабамі, де були демократичні виборники як за Кеннеді, так і не зв'язані зобов'язанням голосувати за нього.
- (б)  За Берда, який не був у бюлетенях для голосування, проголосували незв'язані демократичні виборники від Міссісіпі, Алабами і один республіканський виборник, що порушив свою обіцянку голосувати за Ніксона.
- (в)  виборники, які, на відміну від звичайних, не зв'язані обіцянкою голосувати відповідно до результатів виборів. Така ситуація виникала кілька разів в середині 20-го століття, як правило, в середовищі демократів через розбіжності з питань сегрегації та громадянських прав з метою подальшого торгу.